# Charles Naudin

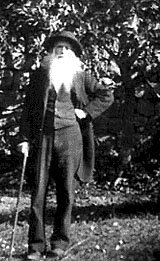
Charles Naudin.

Charles Naudin, född den 14 augusti 1815 i Autun, död den 19 mars 1899 i Antibes, var en fransk botanist. Auktorsnamnet Naudin kan användas för Charles Naudin i samband med ett vetenskapligt namn inom botaniken; se Wikipediaartiklar som länkar till auktorsnamnet.
Naudin blev assistent vid naturhistoriska museet i Paris 1847, grundlade försöksträdgården i Collioure 1869 och blev 1878 direktör för den av Gustave Adolphe Thuret till staten skänkta botaniska trädgården av subtropisk karaktär i Antibes (Provence). Han samarbetade nära med Germain de Saint-Pierre. Bland Naudins botaniska arbeten torde det mest betydande vara Melastomacearum quæ in Museo Parisiensi continentur monographicæ descriptionis tentamen (1849-53).